# كلية التجارة (جامعة عين شمس)
كلية التجارة بجامعة عين شمس هي كلية حكومية مصرية، ومقرها حي العباسية بالقاهرة.

## مقر الكلية
تقع الكلية في شارع الخليفة المأمون بحي العباسية في القاهرة، مواجهة للحرم الجامعي ولحرم كلية الآداب.

## نظام الدراسة
تنقسم الدراسة بكلية التجارة إلى:
- مرحلة البكالوريوس:

يتطلب الحصول على درجة البكالوريوس قضاء أربعة سنوات تعتبر السنتين الأولى عامة (بدون تخصص)، ثم يكون التخصص في السنة الرابعة بالالتحاق بإحدى الشعب:
1. شعبة المحاسبة.

2. شعبة إدارة الأعمال.
اما بالنسبة للالتحاق بالتعليم المدمج يتقضى اربع سنوات ويتخصص في الشعب التالية :
1. شعبة المحاسبة.

2. شعبة إدارة الأعمال.
3. شعبة إدارة المستشفيات.
4. شعبة الحاسب الآلي.
- مرحلة الدراسات العليا:

يمكن الحصول على دبلومات الدراسات العليا في تخصصات متنوعة.
- درجة الماجستير.
- درجة دكتوراه الفلسفة.

وتتم الدراسة بإحدى اللغات التالية:
- اللغة العربية.
- اللغة الانجليزية.
- اللغة الفرنسية.[1]

كما يمكن الدراسة بنظام الساعات المعتمدة أو الحصول على شهادة معادلة من جامعة أجنبية.
يمكن الدراسة بنظام التعليم الإلكتروني المدمج (التعليم المفتوح) سابقاً.

## أهداف الدراسة والبحث
تهدف الدراسة في مرحلة البكالوريوس بكلية التجارة جامعة عين شمس إلى تخريج الدارسين بها بعد دراسة فروع العلوم التجارية المرتبطة بالمحاسبة والتكاليف والمراجعة والضرائب والإدارة والتسويق والموارد البشرية والإحصاء مما يمكنهم من اكتساب المهارات المختلفة والحصول على فرصة في سوق العمل.
كما تهدف الدراسة والبحث في مرحلة الدراسات العليا إلى إتاحة الفرصة للخريجين بمتابعة الدراسة والبحث المتعمقين في مجالات التخصص في الإدارة والمحاسبة والاقتصاد والإحصاء، للحصول على درجتى الماجستير والدكتوراه، كما تنظم الكلية دراسات في دبلومات الدراسات العليا يلتحق بها خريجو الدراسات التجارية وغيرهم من الحاصلين على الدرجة الجامعية العليا لتزويدهم ببعض الدراسات التطبيقية في مجالات المحاسبة وإدارة الأعمال.
كذلك تهدف الدراسة إلى إتاحة الفرصة لمن لم تتيح لهم فرصة التعليم الجامعى النظامى من الحاصلين على الثانوية العامة أو ما يعادلها للحصول على شهادة جامعية عن طريق نظام التعليم المفتوح لرفع مستواهم العلمى والثقافى.

## تاريخ الدراسة
بدأت الدراسة باللغة الفرنسية واللغة الإنجليزية في عامين متتالين 1993 و 1994، بحيث يتم القبول في القسمين السابقين طبقا لقواعد القبول التي تضعها إدارة الكلية، حيث تعتمد علي قواعد التنسيق الداخلي مجموع درجات اللغة الأولى والمجموع الكلي.

## أقسام الكلية
- قسم الاقتصاد.
- قسم الاحصاء.
- قسم المحاسبة.
- قسم الادارة.

## وحدات ذات طابع خاص
- مركز البحوث والدراسات التجارية والاحصائية.
- برامج الشهادات المهنية.
- وحدة إدارة الأزمات.
- وحدة الحاسب الآلي وتكنولوجيا المعلومات.
- وحدة التنمية البشرية.
- وحدة الخدمات الالكترونية.

## وصلات خارجية
- الموقع الرسمي لكلية التجارة جامعة عين شمس
- الموقع الرسمي لجامعة عين شمس